# 京仁教育大學站
京仁教育大學站（：／ Gyeonin-gyodae-ipgu yeok */?）是仁川地鐵1號線沿線的一座地下車站，位於韓國仁川廣域市桂陽區桂山1洞，韓語副站名為「常綠酒店調理職業專門學校」（상록호텔조리직업전문학교）。

## 車站結構
站體為2面2線側式月台的地下車站，候車月台設有月台幕門，並有6處出口。

### 月台配置
| 桂山 ↑ |
| \| 上  |
| ↓ 鵲田 |

| 月台 | 路線               | 目的地                                                     |
| ---- | ------------------ | ---------------------------------------------------------- |
| 上行 | ●仁川都市鐵道1號線 | 朴村、橘峴、桂陽方向                                       |
| 下行 | ●仁川都市鐵道1號線 | 富平區廳、富平、源仁齋、國際業務園區、松島月光慶典公園方向 |

## 歷史
- 1999年10月6日：仁川教大站落成啟用。
- 2003年12月15日：改為現名。

## 車站周邊
- 京仁教育大學（朝鲜语：경인교육대학교）
- 桂山市場
- 桂陽登記所
- 北仁川中學
- 常綠酒店調理職業專門學校（朝鲜语：상록호텔조리직업전문학교）

## 相鄰車站
仁川交通公社
●仁川都市鐵道1號線
桂山（I114）－京仁教育大學（I115）－鵲田（I116）